# Beutolomäus und die vergessene Weihnacht
Beutolomäus und die vergessene Weihnacht ist eine aus 24 Folgen bestehende deutsche Weihnachtsfernsehserie des Regisseurs Hannes Spring aus dem Jahr 2009 und die Folgeproduktion von Beutolomäus und die Prinzessin aus dem Jahr 2007. Die Länge der einzelnen Folgen beträgt etwa 10 Minuten.

## Handlung
Bei den Vorbereitungen für das Weihnachtsfest stellt der Weihnachtsmann fest, dass sein geliebter Zimttee alle ist. Er will sich neuen kaufen, doch alle Teeläden der Stadt sind geschlossen und nirgends kann er Zimttee finden. So ist er sehr über ein Päckchen erstaunt, dass ihm „von einem Freund“ vor seine Hütte gelegt wurde. Dieser angebliche Freund ist Richie Raff, ein Interessenvertreter des Spielzeugkonzerns „GameToy“, dem die selbstlosen Geschenke des Weihnachtsmannes an die Kinder der Welt gar nicht gefallen und der um jeden Preis „GameToynachten“ einführen will. Deshalb will Richie Raff den Weihnachtsmann mit seinem magischen „Tee des Vergessens“ dazu bringen, Weihnachten zu vergessen. Denn wer davon trinkt, verliert für immer seine Erinnerung an ein bestimmtes Ereignis. Beutolomäus muss seinem Chef nun helfen, sein Gedächtnis wiederzufinden, und verhindern, dass Richie Raff das Weihnachtsfest in eine Verkaufsshow verwandelt. Inzwischen hat der Weihnachtsmann die Wunschzettel der Kinder bereits zurückgeschickt, da er sich nicht daran erinnern kann, was er damit soll. Selbst seinen treuen Gehilfen, den sprechenden Geschenkesack Beutolomäus, erkennt er nicht mehr. Beutolomäus gelingt es noch rechtzeitig, die Zutaten für ein wirksames Gegenmittel zu finden, und kann so das Weihnachtsfest retten.

## Kritiken
Flimmo.de bewertete die Adventsserie im Bezug auf das Alter der Interessengruppe Kinder:  „Diese Sendung beginnt jüngere Kinder (3-6 Jahre) zu interessieren, ältere (7-10 Jahre) Kinder begeistert sie, für die ältesten (11-13 Jahre) verliert sie zunehmend an Reiz.“

## Episodenliste
1. Der Zimttee
2. Ein hinterhältiger Plan
3. Das Gegenmittel
4. Das Engelshaar
5. Das Mondlicht
6. Unerfüllte Wünsche
7. Der Verrat
8. Schweinsohren gesucht!
9. Der Diebstahl
10. Gefangen im Müll
11. Der Unfall
12. In der Höhle des Löwen
13. Der Weihnachtsstern
14. Der unheilige Abend
15. Einfach zu lecker!
16. Ein glücklicher Fund
17. Der Zimtkeks
18. Weihnachtsputz
19. Post vom Weihnachtsmann
20. Alles im Sack
21. Wieder da!
22. Eine aufregende Nacht
23. Richies großer Auftritt
24. Heiligabend

## Erstausstrahlung
Die erste Folge von Beutolomäus und die vergessene Weihnacht wurde am 1. Dezember 2009 erstmals im KiKA ausgestrahlt und erfolgte täglich bis zum Heiligen Abend als medialer Adventskalender.